# João de Hesse-Braubach
João de Hesse-Braubach (17 de junho de 1609 — 1 de abril de 1651) foi o único conde de Hesse-Brauch.

## Família
João era o sétimo filho do conde  Luís V de Hesse-Darmstadt e da marquesa Madalena de Brandemburgo. Os seus avós paternos eram o marquês  Jorge I de Hesse-Darmstadt e a condessa Madalena de Lippe. Os seus avós maternos eram o príncipe-eleitor João Jorge de Brandemburgo e a princesa Isabel de Anhalt-Zerbst.

## Vida
Tal como o seu irmão mais novo, Frederico, depois de acabar a sua educação, João tornou-se cavaleiro, o que fez com que viajasse extensivamente entre França e Itália. Lutou também ao lado do rei Gustavo Adolfo da Suécia.

## Casamento
João casou-se no dia 30 de setembro de 1647 com a condessa Joaneta de Sayn-Wittgenstein de quem não teve filhos, extinguindo assim a linha de Hesse-Braubach.